# Genadiusz Szymanowski
Genadiusz Szymanowski (błr. Генадзь Шыманоўскі, Hienadź Szymanouski; ur. 2 czerwca 1891 w okolicach Mińska, zm. 5 kwietnia 1981 we Wrocławiu) – białoruski polityk okresu II RP, samorządowiec oraz poseł na Sejm III, IV i V kadencji (1930–1939).

## Życiorys
Ukończył studia ekonomiczne w Moskwie. W 1924 objął urząd prezesa zarządu Banku Chrześcijańskiego w Klecku. Później sprawował funkcję dyrektora Chrześcijańskiego Banku Ludowego w Nieświeżu. Od 1927 związany z samorządem lokalnym na Nowogródczyźnie.
W 1930 kandydował w wyborach do parlamentu z listy Bezpartyjnego Bloku Współpracy z Rządem, w wyniku czego objął mandat posła z okręgu Nowogródek. W 1935 i 1938 ponownie wybrany do Sejmu, tym razem z okręgu Baranowicze (reprezentował Obóz Zjednoczenia Narodowego). W Sejmie IV kadencji pełnił funkcję sekretarza Komisji Przemysłowo-Handlowej.